# Boralsilite
La boralsilite è un minerale.

## Etimologia
Prende il nome dalla sua composizione: bor-al-si e il suffisso -ite